# Arthur Nazé
Arthur Léon Nazé (Quaregnon, 4 juli 1906 - 21 april 1983) was een Belgisch volksvertegenwoordiger en burgemeester.

## Levensloop
Nazé, actief in socialistische sociale werken, ging snel in het Verzet tijdens de Tweede Wereldoorlog, maar werd al in 1941 gearresteerd en verbleef 44 maanden in concentratiekampen, onder meer in Neuengamme. 
Na de oorlog werd hij politiek actief voor de PSB. Van 1946 tot 1976 was hij gemeenteraadslid van Pâturages, waar hij van 1947 tot 1964 schepen en van 1964 tot 1976 burgemeester was.
Van 1956 tot 1974 zetelde Nazé voor het arrondissement Bergen in de Kamer van volksvertegenwoordigers. Door het toen bestaande dubbelmandaat was hij van 1971 tot 1974 ook lid van de Franse Cultuurraad.
Nazé was zeer actief in de openbare gezondheid. Hij werkte mee aan de wetgevingen over beroepsziekten en lag aan de basis van de expansie van gezondheidscentra in de Borinage. Hij was de stichter van Le roseau vert, instituut voor volwassen gehandicapten en van beschermde werkplaatsen.
In Pâturages is er een basisschool naar hem genoemd. In Pâturages-Colfontaine is er het gezondheidscentrum Centre Intercommunal de Santé Arthur Nazé, ook een Centre d'Entrainement des Arts Martiaux A. Nazé en ook nog een 'Avenue Arthur Nazé'.